# Liste des plus hauts gratte-ciel de Lanzhou
Depuis la construction du Lanzhou Legend Hotel en 1993, plusieurs dizaines de gratte-ciel (immeuble de  100 mètres de hauteur et plus) ont été construits à Lanzhou dans le centre-nord de la Chine.

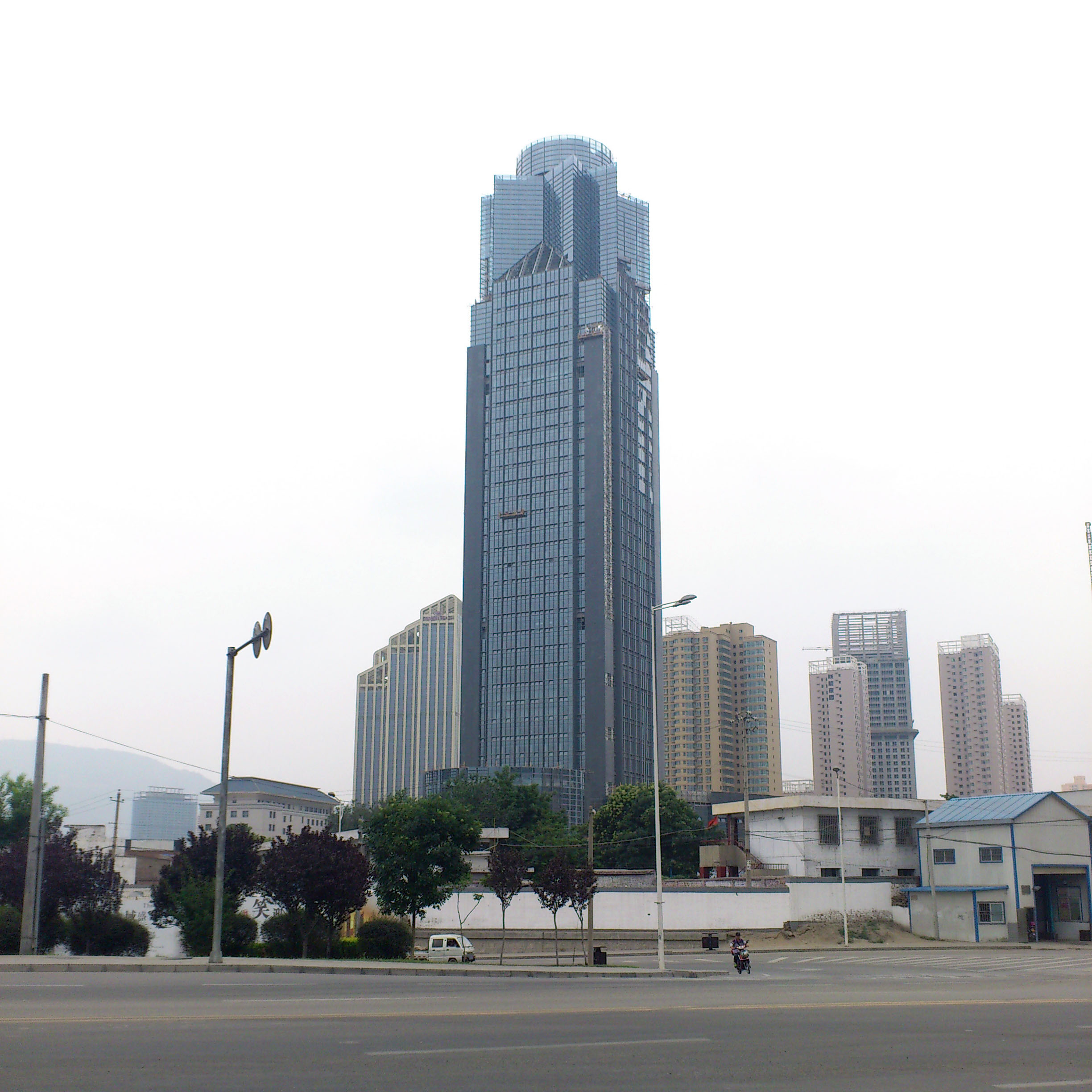
Dispatching Communication Building of Gansu Electric Power Company

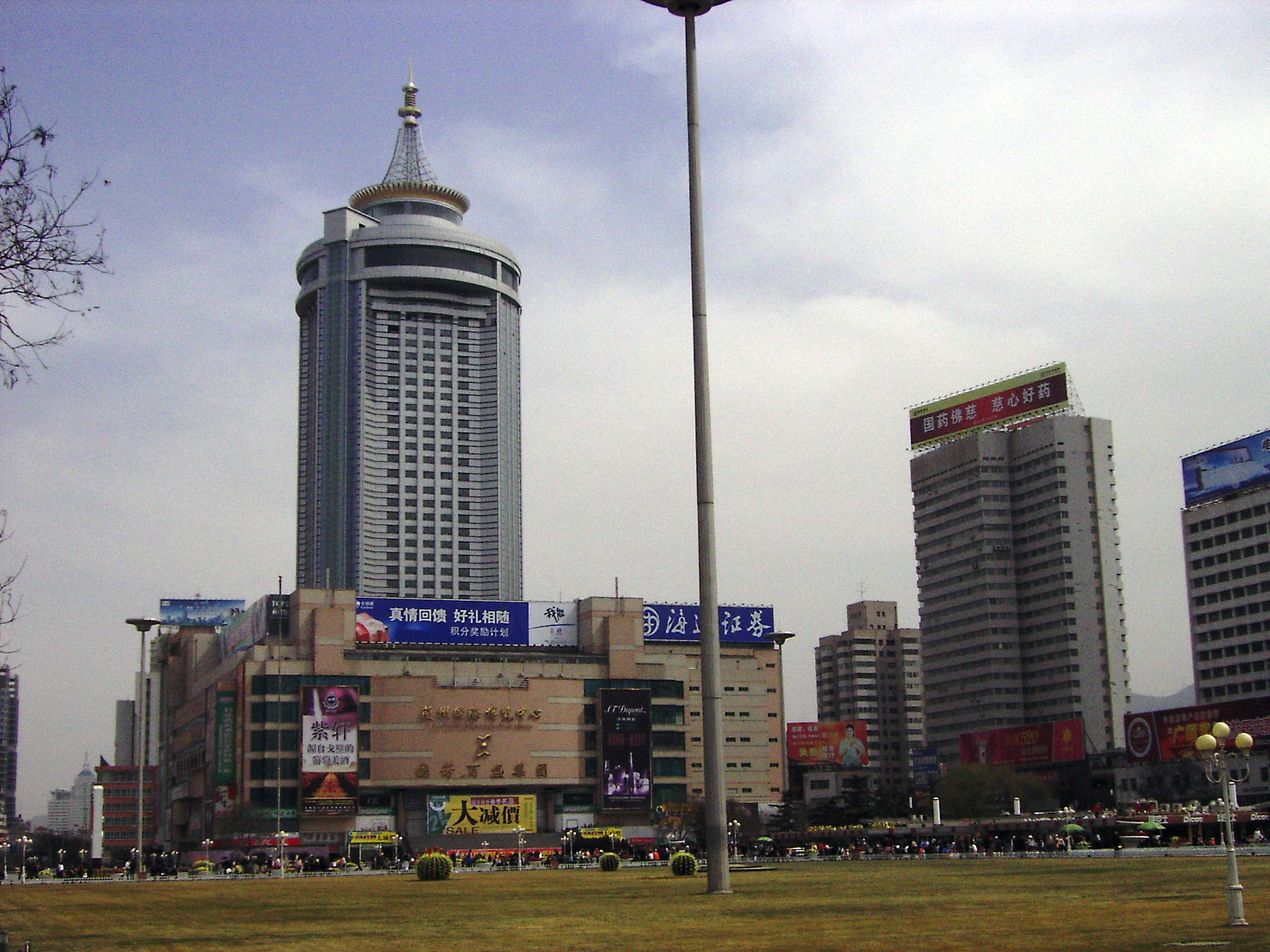
Guofang Hotel

En janvier 2017, la liste des immeubles d'au minimum 120 mètres de hauteur est la suivante d'après Emporis et le site chinois Gaoloumi ,
| Rang     | Nom                                                                | Hauteur | Étages | Année |
| -------- | ------------------------------------------------------------------ | ------- | ------ | ----- |
| 1        | Honglou Times Square                                               | 313 m   |        | 2018  |
| 2        | New Victory Hotel Tower                                            | 230 m   | 51     | 2015  |
| 3        | Dispatching Communication Building of Gansu Electric Power Company | 188 m   | 45     | 2012  |
| 4        | Guofang Hotel                                                      | 162 m   | 39     | 2008  |
| 5        | Gansu Investment Building                                          | 156 m   | 33     | 2012  |
| 6        | Lanzhou No. 2 Telecom Hinge Center                                 | 144 m   | 31     | 2005  |
| 7 et 8   | Hungarian Friendship Building A et B                               | 139 m   | 33     | 2001  |
| 9 et 10  | Gemini International Building A et B                               | 126 m   | 29     | 2011  |
| 11 et 12 | Zhongke Mansion A et B                                             | 120 m   | 32     |       |